# Ewidencja wojskowa
Ewidencja wojskowa – całość prowadzonej przez terenowe sztaby wojskowe dokumentacji zawierającej imienne dane dotyczące osób podlegających obowiązkowi służby wojskowej (poborowych, żołnierzy rezerwy, żołnierzy odbywających zasadniczą służbę wojskową lub inną służbę niezawodową).